# متراس مرتجل

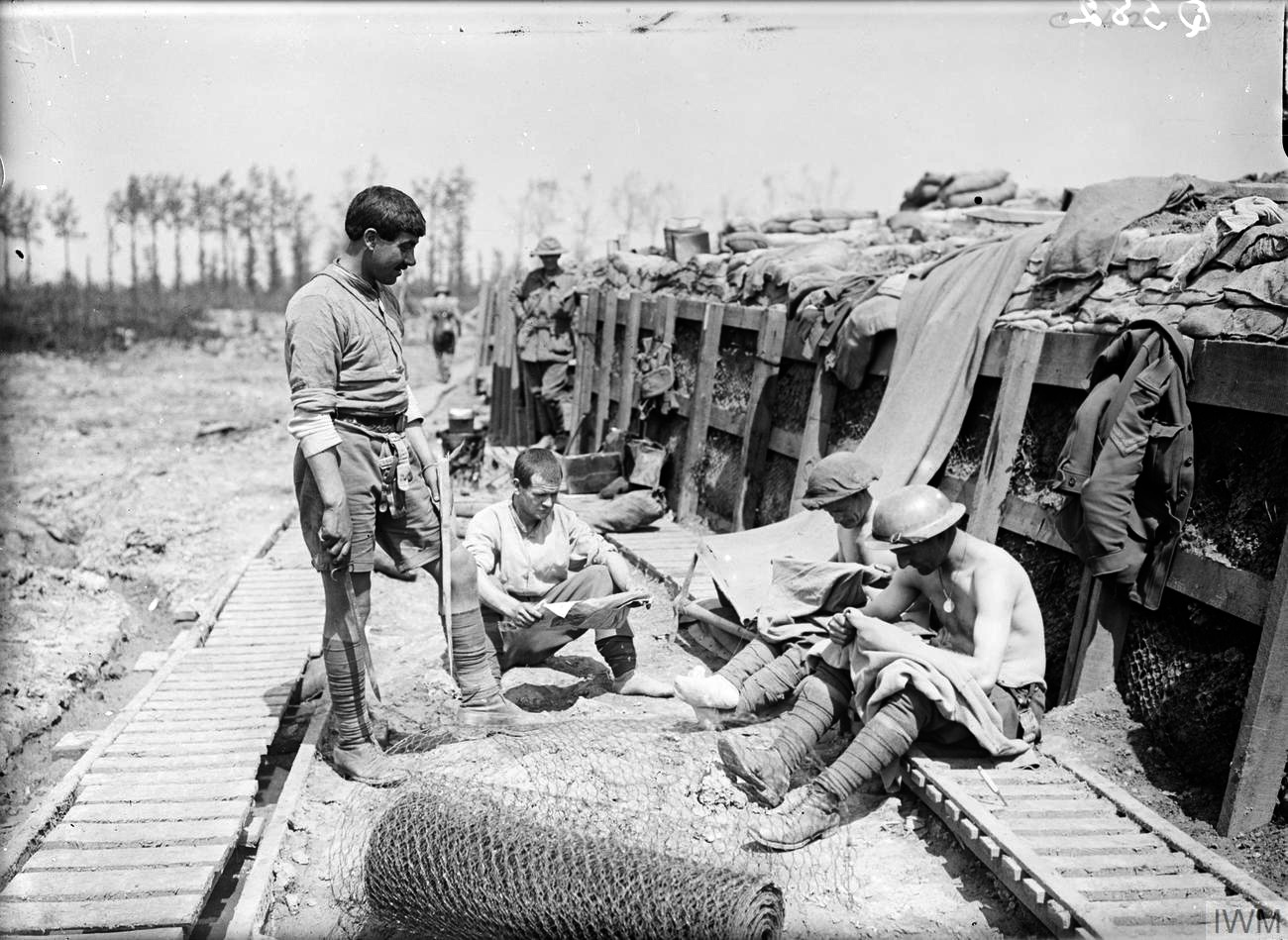
متراس مرتجل خلال الحرب العالمية الأولى

المِتراس المُرتجل هو تحصين مؤقت يغلب أن يكون ارتفاعه ارتفاغ الصدر لتوفير الحماية للمدافعين الذين يطلقون النار عليه من وضع الوقوف. يمكن وصف الهيكل الأكثر ديمومة عادة بالحجر بأنه دريئة أو سور من جدار الشرفة المفرجة.